# Svinka (řeka)
Svinka je řeka na východě Slovenska. Má délku 50,8 km, plochu povodí 344,56 km², je tokem V. řádu a průměrná lesnatost povodí je přibližně 40 %. Je to levostranný přítok Hornádu, vzniká soutokem Malé Svinky a Velké Svinky. Podle novější klasifikace se pojem Velká Svinka nepoužívá a Malá Svinka je přítokem Svinky.

## (Velká) Svinka
Velká Svinka pramení v pohoří Branisko v masivu Smrekovica (1199 m n. m.) v nadmořské výšce cca 1000 m n. m. Nejprve teče na jih, přibírá zprava Dolný potok, protéká vedle průsmyku Branisko a stáčí se na jihovýchod. V Branisku přibírá ještě několik menších přítoků a vstupuje do Šarišské vrchoviny. Velkým obloukem obtéká obec Široké, přibírá zleva potok z krajní doliny a dvojitým obloukem se dostává k obci Fričovce. Zde zleva přibírá nejprve Kanný potok a pak Kopytovský potok a teče dále na východ přes Hendrichovce (kde zleva přibírá Štefanovský potok a Lazný potok). V Bertotovcích přibírá levostranný Hermanovský potok a stáčí se na jihovýchod. Meandruje, protéká okrajem obcí Chmiňany a Chminianska Nová Ves, kde zprava přibírá Krížovianku, tok se napřimuje a teče opět východním směrem. Zleva dále přibírá Daletický potok a u Kojatic se spojuje s Malou svinkou, přitékající zleva.

## Malá Svinka
Malá Svinka pramení v pohoří Bachureň pod vrchem Žliabky (1028 m n. m.) v nadmořské výšce cca 910 m n. m. Teče východním směrem podél obce Renčišov, zde zprava přibírá Renčišovský potok a stáčí se na jihovýchod. Z levé strany přibírá potok Strem a dále teče přes obce Uzovské Pekľany (kde opouští Bachureň a vtéká do Šarišské vrchoviny), Jarovnice a Lažany. Zde začíná silně meandrovat, protéká podél obce Svinia a nakonec se u Kojatic spojuje s Velkou svinkou.

## Svinka
Od Kojatic už řeka teče pod názvem Svinka, protéká na jih podél Šarišských Lužianek a Kojatické Doliny až k Rokycanům, kde z pravé strany přibírá nejprve Brežiansky potok a následně Kvačiansky potok a dále teče na jihovýchod okrajem Bzenova. Přibírá zprava Hlboký potok, teče přes obce Janov a Radatice, kde přibírá zleva Chujavu, výrazněji meandruje, přibírá pravostranný Ľubovec a zařezává se do okraje Čierne hory. Nakonec teče vedle Obišovců a u Kysaku se vlévá do Hornádu. Je to pahorkatinného-nížinný typ řeky s častými jarními záplavami.

## Povodeň
Extrémní bouře nad Šarišskými vrchy 20. července 1998 zasáhla 82 obcí. Hladina Malé Svinky se zvedla za hodinu o šest metrů. Říčkou se prohnala tisíciletá voda. Při povodni v obci Jarovnice bylo zničeno 75 % vesnice a zahynulo 50 lidí, především v místní romské osadě.

## Turistická zajímavost
Veľká Svinka po soutoku s Dolným potokem mezi hřebenem Braniska a vrchem Patria (1171 m n. m.) se částečně ztrácí v ponoru Diablova diera. Jeskyně je vytvořena v dolomitických vrstvách. Část potoka pokračuje původním korytem. Tomuto jevu se říká bifurkace (rozdvojení). Je předpoklad, že z Diablovej diery voda může procházet dolomitickými puklinami až na západní část, jihovýchodně od obce Poľanovce, do potoka Branisko, který se vlévá do Žehrice a následně do Margecianky a Hornádu.